# Carlijn Schoutens
Carlijn Schoutens (Trenton (New Jersey), 12 december 1994) is een Nederlands-Amerikaanse oud-langebaanschaatsster. Schoutens schaatste tot en met seizoen 2013/2014 namens Nederland, vanuit Kunstijsbaan Kennemerland.

## Biografie
Schoutens is geboren in de Verenigde Staten, maar emigreerde op haar zevende naar Heemstede. Als Nederlandse behaalde Schoutens bescheiden prestaties. Ze leerde schaatsen op de Kunstijsbaan Kennemerland. Bij de NK's voor junioren kwam ze meerdere malen op het podium. Ze nam deel aan een World Cup voor junioren in november 2012 in Minsk op de 1000, 1500 en 3000 meter en de massastart. In 2013 reed ze het NK Allround in Thialf en eindigde als 23e.
Na het Olympische seizoen 2013/2014 besloot ze te gaan schaatsen namens de Verenigde Staten van Amerika. In Salt Lake City vond ze plek in de opleidingsploeg van Tucker Fredricks. Schoutens werd in dat jaar Amerikaans kampioen Allround en eveneens nationaal kampioene 5000 meter. Dat leverde haar deelname aan World Cups in de B-groep op. Vanaf seizoen 2015/2016 werd Schoutens opgenomen in het Nationale Team van de VS, met Thomas Cushman als coach. Na een blessurejaar in 2015/2016 keerde ze in 2016/2017 terug in het wereldbekercircuit en debuteerde op het WK Allround in Hamar. In 2017/2018 maakte ze haar debuut in de A-groep tijdens de wereldbekerwedstrijd over 5000 meter in Stavanger.
Op 2 januari 2018 plaatste ze zich tijdens de Amerikaanse trials voor de Olympische 3000 meter in Pyeongchang. Twee dagen later verdiende ze ook een startplek voor de Olympische 5000 meter. Echter, op het onderdeel ploegenachtervolging was er met Mia Manganello, Brittany Bowe en Heather Bergsma succes met een bronzen medaille. De laatste wedstrijd die Schoutens reed was de wereldbekerfinale 3000 meter in Salt Lake City op 9 maart 2019 in 4.07,05.

## Persoonlijk
Schoutens woont in de Amerikaanse staat Utah, studeerde geneeskunde aan de Vrije Universiteit Amsterdam en is getrouwd met Ian Quinn.

## Persoonlijke records
| Afstand    | Tijd    | Datum            | Baan           |
| ---------- | ------- | ---------------- | -------------- |
| 500 meter  | 41,33   | 17 maart 2017    | Calgary        |
| 1000 meter | 1.19,51 | 15 oktober 2017  | Salt Lake City |
| 1500 meter | 1.59,97 | 19 maart 2017    | Calgary        |
| 3000 meter | 4.05,54 | 10 december 2017 | Salt Lake City |
| 5000 meter | 7.06,94 | 14 oktober 2017  | Salt Lake City |

## Resultaten
| Jaar | NK Allround             | WK Allround             | WK Afstanden     | Olympische Spelen                     |
| ---- | ----------------------- | ----------------------- | ---------------- | ------------------------------------- |
| 2013 | NC23 (24e, 20e, 24e, -) |                         |                  |                                       |
|      |                         |                         |                  |                                       |
| 2017 |                         | NC22 (23e, 21e, 23e, -) |                  |                                       |
| 2018 |                         |                         |                  | 22e 3000m · 11e 5000m · achtervolging |
| 2019 |                         | NC22 (23e, 19e, 22e, -) | 7e achtervolging |                                       |

(#, #, #, #) = afstandspositie op allroundtoernooi (500m, 3000m, 1500m, 5000m).
NC22 = niet gekwalificeerd voor de laatste afstand, maar wel als 22e geklasseerd in de eindrangschikking